# Autoconsumo fotovoltaico

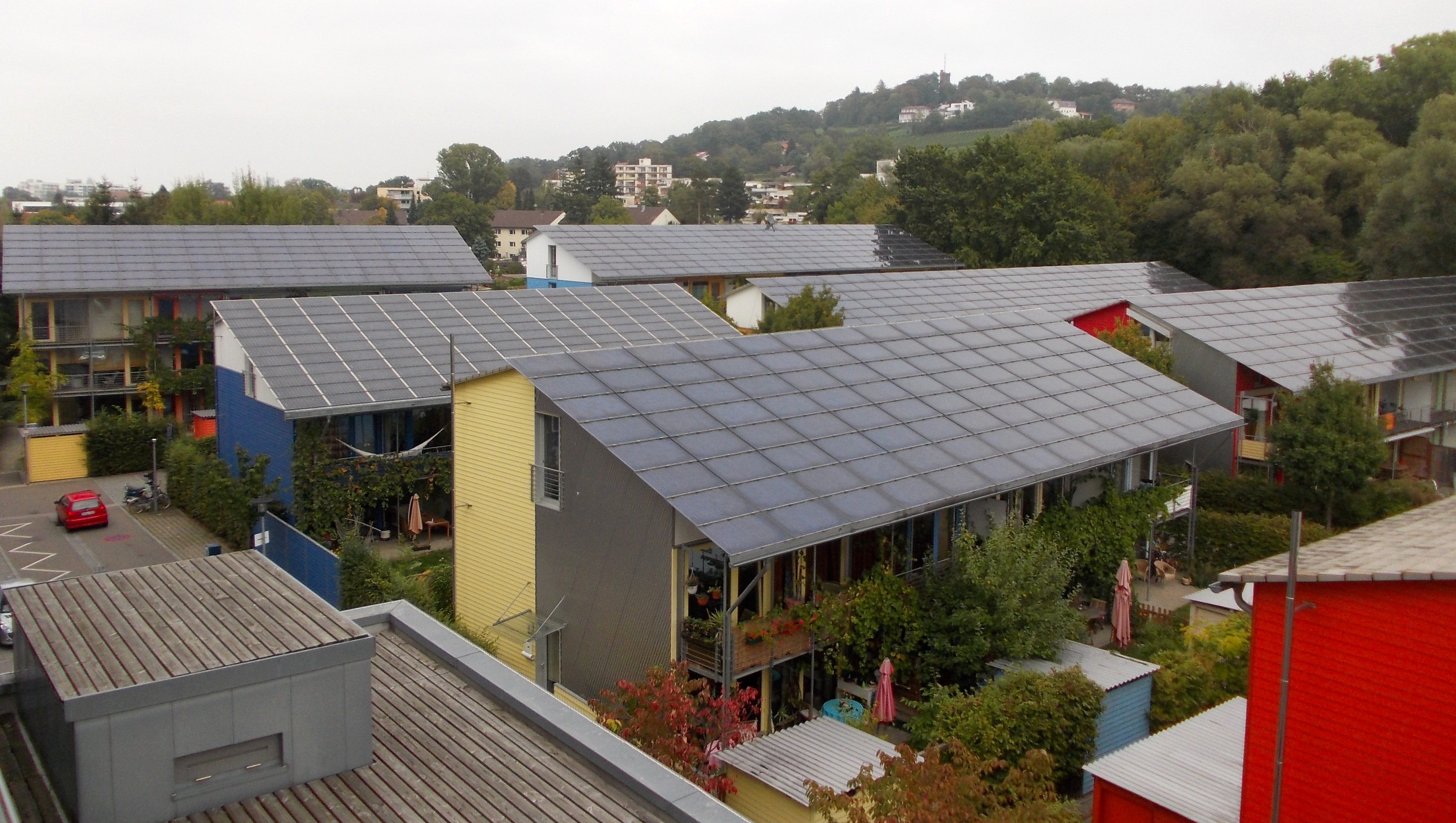
Moradias sustentáveis alimentadas com energia solar fotovoltaica no bairro ecológico Solarsiedlung, na localidade de Vauban (Friburgo, Alemanha).

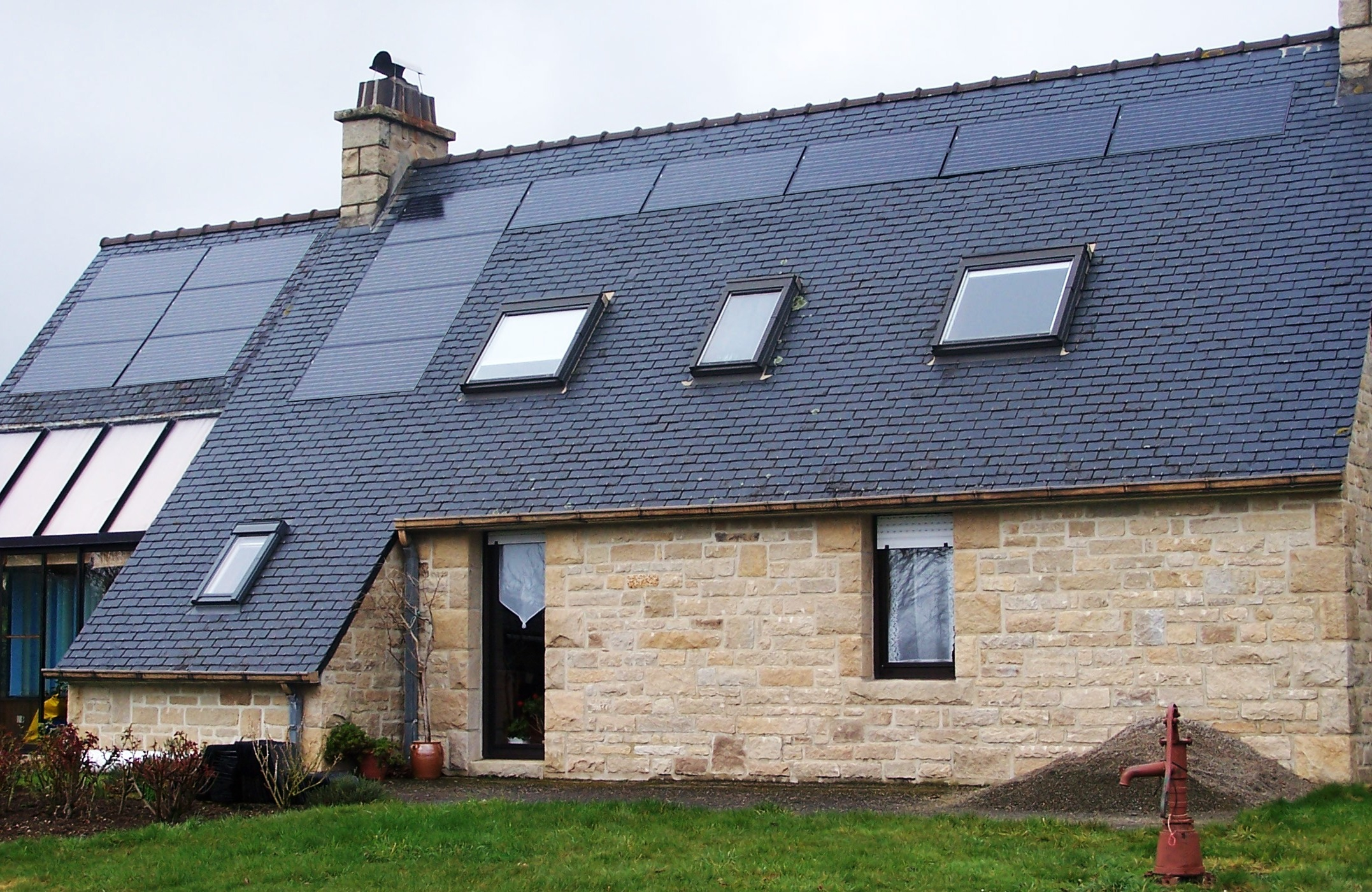
Instalação fotovoltaica no telhado de uma casa.

O autoconsumo fotovoltaico refere-se à produção individual de electricidade para consumo próprio, através de sistemas solares fotovoltaicos. Esta prática pode ser levada a cabo pelo sector residencial, comercial ou industrial, desde que a electricidade produzida seja utilizada pelos próprios.
Graças aos avanços da tecnologia fotovoltaica e à economia de escala deste sector, os custos da energia solar fotovoltaica baixaram significativamente nos últimos anos e de uma forma constante. Hoje em dia o preço médio da energia eléctrica produzida por um sistema fotovoltaico para autoconsumo com ligação à rede, tendo em consideração que este produzirá electricidade durante pelo menos 20 anos, é mais baixo do que o preço da electricidade comprada à rede pública.

## Clasificação de sistemas de autoconsumo fotovoltaico
Os sistemas de autoconsumo classificam-se em sistemas isolados/autónomos ou com ligação à rede eléctrica.

### Sistemas Isolados
O sistema isolado utiliza-se para produzir electricidade que ou se consome instantaneamente ou se armazena numa bateria para um posterior uso.

### Sistemas ligados à rede
Um sistema ligado à rede permite despejar o excesso de eletricidade produzida, que não é consumida, na rede eléctrica. Em vários países, nomeadamente Brasil, Dinamarca, Holanda, Bélgica, Reino Unido, Alemanha e Itália, onde o Net Metering é já uma realidade, existem políticas de incentivos directos ou indirectos para os sistemas fotovoltaicos de autoconsumo. Nestes países a electricidade produzida que não é consumida, pode ser injectado na rede eléctrica e o seu valor é pago através de tarifas ou de créditos. Em Portugal o Governo lançou nova legislação para legalizar esta situação, estando já disponível a venda de energia exedente á rede em portugal.
Em sistemas ligados á rede é também possível o armazenamento de energia em baterias de litio, que aumentam a taxa de autoconsumo. O Autoconsumo com acumulação de energia permite um maior fornecimento em horas de pico de cosnumo ,superiores á disponíbilidade solar e uma utilização noturna da energia. Existem soluções para todo o tipo de instalações em monofásico ou trifásico. Os fabricantes de inversores fornecem aplicações ou páginas web, associadas a data loggers, que permitem a visualização de todo o sistema energético com valores atuais e histórios dos diversos componentes da instalação 

## Modalidades de autoconsumo

### Autoconsumo local
Esta modalidade de consumo de energia consiste na utilização da energia produzida no próprio imóvel onde os módulos fotovoltaicos estão instalados.

### Autoconsumo remoto
A instalação de um sistema fotovoltaico em um local distinto daquele onde a energia é consumida caracteriza o autoconsumo remoto.

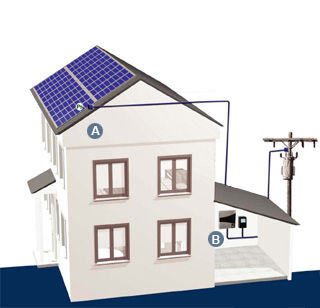
Instalação autoconsumo conectada à rede

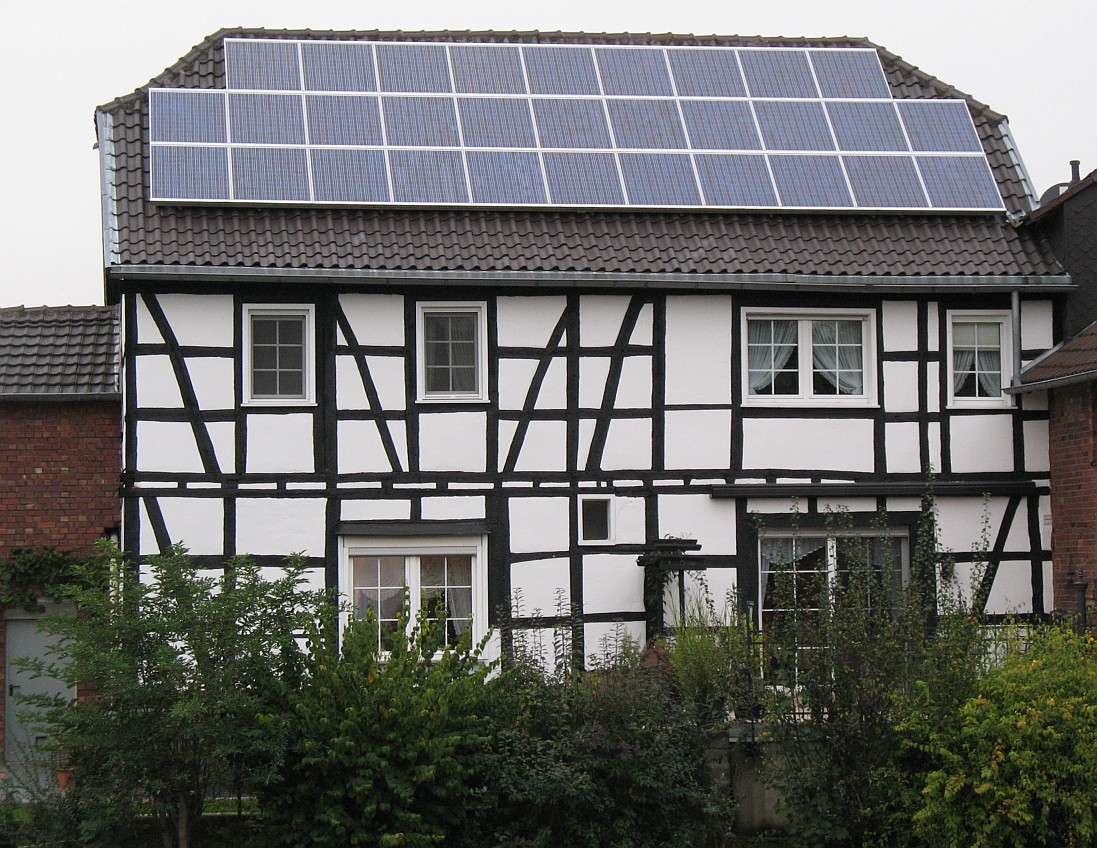
Instalação fotovoltaica sobre o telhado de uma casa na Alemanha.